# Puelches

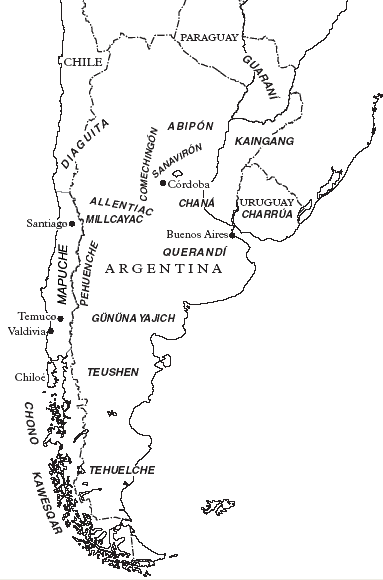
Distribución aproximada de lenguas en el extremo meridional de Sudamérica en tiempos de la conquista española.

Puelche (del mapudungun: pwelche, que significa "gente del este") es uno de los pueblos indígenas que habitaba los valles cordilleranos de Chile y al este de la cordillera de los Andes en lo que actualmente es territorio argentino, llamado entonces "Puelmapu" por los mapuches.
No era un descriptor étnico, sino de ubicación geográfica, que durante el siglo XIX designaba a los gennakenk o gününa küne (léase [gɨnɨna kɨnə]) y a los grupos mapuches pampeanos, se destacó el grupo Poya que habitó los alrededores del lago Nahuel Huapi. Anteriormente también a otros grupos de los llamados "tehuelches septentrionales" o "pampas antiguos" (estos agrupados en el grupo "het", según el jesuita Thomas Falkner).
A fines del siglo XVIII el abate Juan de Molina refiere que:

los puelches, que antes formaban una tribu aliada de los Araucanos, ahora viven unidas a su gobierno, y tienen sus mismos magistrados (...) En un Parlamento de 1784 se decidió que los Puelches e indios Pampas que caen á el Septentrion, desde Malargüe y fronteras de Mendoza, hasta el Mainilmapu, en las Pampas de Buenos Ayres, formando todos un cuerpo con los Puelches y Pehuenches de Maule, Chillán y Antuco. Forman todos un Butalmapu.

Para esa época se estima que esta etnia había sido diezmada por las pestes y epidemias y los supervivientes estaban muy aculturados por los mapuches, de modo que en el siglo XIX los puelches eran un grupo mixogénico constituido básicamente por gününa küne mapuchizados o araucanizados culturalmente.

## Guénen-a-kéne (Gününa küne)

Bandera del pueblo Günün a künä.

En el siglo XVI, los mapuches empezaron a expandirse en la región pampeana. Los mapuches usaron los nombres tehuelches (chewelche 'gente nómade') y puelches (pwelche 'gente del este') para varias de las etnias de esta región de manera un tanto inconsistente. De entre los grupos que denominaron puelches el más importante de la parte oriental de la región pampeana eran los gününa küne (también llamados gennakenk, gününa-këna, günün-a-këna, etc). Los gününa-këna ocuparon especialmente las márgenes de los grandes ríos del norte patagónico, y se extendieron por los territorios al norte del Chubut hasta la provincia de Río Negro, incursionando continuamente por el sur de la actual provincia de Buenos Aires y por el sudeste de la Provincia de La Pampa.
Después de estos acontecimientos llegaron las campañas de exterminio promovidas por colonos blancos,[cita requerida] que querían las tierras de la Patagonia y Tierra de Fuego. Las guerras decisivas contra los nómadas de la región fueron las guerras de la Pampa, llevadas a cabo por el Ejército Argentino contra mapuches y patagones entre 1879 y 1883. Tras el derrumbe de la resistencia indígena se produjo la colonización por parte de colonos blancos. Los procesos derivados de esta colonización llevaron a los diversos grupos étnicos al borde de la extinción, viviendo en comunidades aisladas y dispersas, principalmente en la cuenca media y superior del río Negro y en la del Limay. El límite sur lo constituiría el río Senguerr, sólo ocasionalmente alcanzado por los gününa küne. De 1898 en adelante se crearon muchas reservas, la mayoría de las cuales fueron reclamadas por el gobierno en la década de 1960, aunque todavía existen dos de ellas. Estas reservas no son suficientemente amplias para que la población indígena puede continuar su modo de vida tradicional como cazadores, lo cual ha llevado a los indígenas a buscar trabajos mal pagados como mano de obra en granjas cercanas.
El área geográfica propia de los gününa-kéna se fue reduciendo constantemente, después de la época de las misiones jesuíticas en que fueron abandonando las zonas situadas al norte de la cuenca del río Negro.[cita requerida]
Los últimos hablantes desaparecieron hacia 1960. Algunos de sus descendientes viven dedicados a la cría de cabras en el centro-norte de la Provincia del Chubut. En la década de 1950 Rodolfo Casamiquela recogió un vocabulario, junto a canciones y oraciones en esta lengua, obtenido de algunos ancianos puelches, que es la base del conocimiento actual del idioma.En 2004 se utilizó el nombre Liolaemus gununakuna para nombrar una especie recientemente divisada, conocida como lagartija verde.

Pueblos indígenas de Chile (con excepción de los pascuenses)

## Pampas Antiguos
"Pampas" es la voz quechua que usaron los españoles para denominar a diferentes etnias de indígenas que poblaban la región pampeana de la actual Argentina. Cronológicamente se subdivide a los pampas en "pampas antiguos" y "pampas araucanizados"; estos últimos eran el resultado de la mezcla de los "pampas antiguos" y los mapuches. Los "pampas antiguos" que habitaban al norte de su región de dominio, eran llamados "querandíes" por sus vecinos guaraníes. Según Rodolfo Casamiquela, su correcta denominación sería "tehuelches septentrionales boreales" (parcialidad de los tehuelches), y el jesuita inglés Thomas Falkner los incluyó dentro de un grupo mayor al que él mismo llamó "het" (término que utilizó para denominar a varias tribus de la Pampa y la Patagonia). La confusión de términos empleados para denominar a los mismos pueblos nativos de la región pampeana, se debe en gran parte al escaso contacto que en principio tuvieron estas tribus con los colonizadores europeos, y a los pocos vestigios que han quedado de su cultura: como casi la totalidad de los pámpidos, eran cazadores-recolectores con trashumancia estacional, de elevadas tallas y cráneo dolicocéfalo.
Thomas Falkner en su obra publicada en 1774, A description of Patagonia and the adjoining parts of South America, subdividió a los puelches en tres grandes parcialidades: taluhets, diuihets y chechehets, aunque itinerantes y por esto con límites poco precisos.

The Puelches, or Eastern Peoples (...) They bear different denominations, according to the situation of their respective countries, of because they were originally of different nations. Those toward the north are called Taluhets; to the west and south of these are the Diuihets; to the south east, the Chechehets; and to the south of these last is the country of the Tehuelhets (...)

En el siglo XVI la primera de estas tres parcialidades hets (es decir: los taluhets) habitaba según Falkner en territorios de la región pampeana con límite oeste en el río Desaguadero-Salado hasta el sur de las lagunas de Guanacache (en donde confinaban con los huarpes), ocupando territorios correspondientes a las actuales provincias de Córdoba (hasta el río Segundo por el norte), Santa Fe (sectores centro y sur de Santa Fe), San Luis (sector sur) y provincia de Buenos Aires (sector noroeste); los diuihets por su parte habitaban la mayor parte de la actual provincia de Buenos Aires y el este de la actual provincia de La Pampa mientras que los chechehets habitaban principalmente el centro este de la provincia de Buenos Aires (la clasificación de los "het" de Falkner actualmente ha caído en desuso. Véase lenguas chon).
Los pampas remanentes de las zonas de Magdalena y La Matanza fueron reunidos en 1740 en la reducción jesuita de Nuestra Señora de la Concepción de los Pampas sobre la margen derecha del río Salado de Buenos Aires, cerca de su desembocadura. A ella fueron destinados los jesuitas Manuel Quirini y Matías Strobel y luego arribó Thomas Falkner, enviado allí para estudiar la posibilidad de establecer otra misión más al sur. En 1744 Falkner, acompañado por un peón y seis indios pampas de la Concepción viajó hacia las sierras de Tandil, en donde designó un lugar para establecer la reducción, pero fue impedida por los indígenas. En 1753 la reducción de la Concepción fue abandonada y los pocos pampas que tenía se dispersaron entre los mapuches.

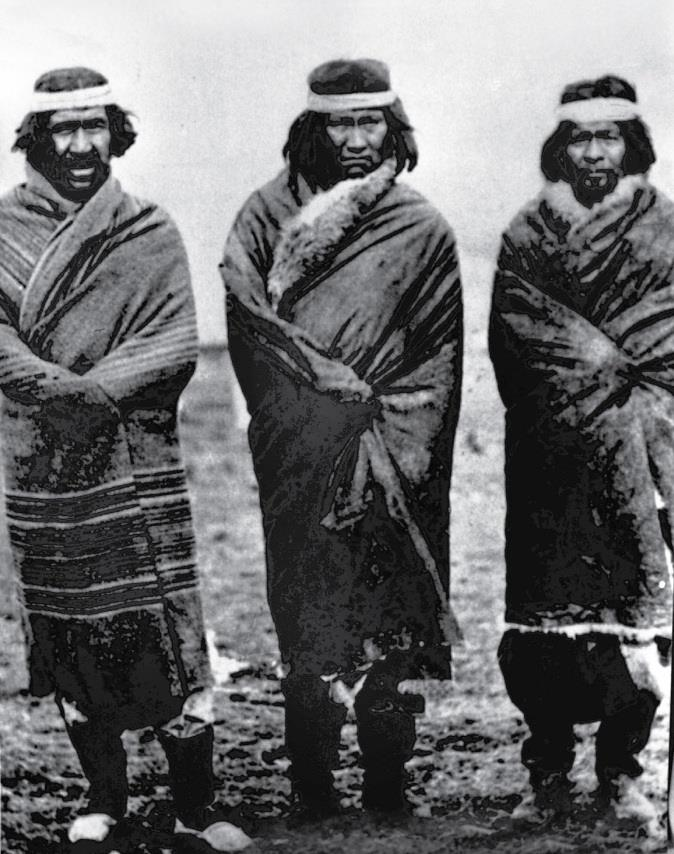
Tehuelches vistiendo quillangos. El quillango (también llamado Kai Ajnun) es un manto o capa de forma cuadrangular hecho de cuero de guanaco. Algunos quillangos tenían pintadas figuras geométricas como zig-zags, escalones, almenas y grecas.

Su principal alimento era el guanaco, el ciervo de las pampas y el ñandú, que cazaban utilizando arcos, flechas y boleadoras. También recolectaban raíces y semillas y preparaban bebidas alcohólicas. Vivían en toldos hechos de pieles y su vestido era el quillango, confeccionado con piel de guanaco. Calzaban mocasines de cuero y solían pintarse el rostro según la ocasión.
En la zona del lago Nahuel Huapi en la provincia de Río Negro y en Chile entre Lonquimay y Osorno, vivían los puelches del Nahuel Huapi que fueron evangelizados por el jesuita Nicolás Mascardi. Desaparecieron absorbidos por los poyas que luego fueron mapuchizados.

## Puelches algarroberos

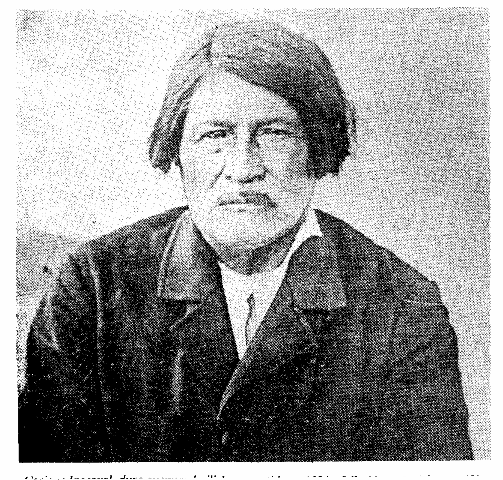
El cacique Modesto Inacayal en 1885, líder de los puelches en la región hacia fines del.

Los puelches de Cuyo o algarroberos se encontraban en Mendoza al norte de los pehuenches en el pedemonte cordillerano, entre los ríos Barrancas-Colorado y el río Diamante que los separaba de los huarpes. Correspondiente a los departamentos de Malargüe, San Rafael y General Alvear. Habitaban también en el norte de la Provincia del Neuquén antes de ser desplazados por los pehuenches, a su vez empujados por los huiliches serranos.
Eran un grupo afín a los pehuenches originales, que también pertenecía al grupo huárpido. Su alimento principal fue la algarroba y como diferencia sustancial con los pehuenches que eran básicamente recolectores, estuvo modo de vida cazador. La primera referencia de los puelches algarroberos la hizo en 1594 Miguel de Olavarría.
Sus principales parcialidades fueron: morcoyanes, chiquillanes, oscoyanes y tinguiriricas. Los chiquillanes habitaban desde el cerro El Nevado hasta el departamento General Alvear y el río Diamante, y sectores aledaños de Chile. Los morcoyanes ocupaban la región de la Payunia.
En la Campaña de Rosas al Desierto de 1833 el cacique morcoyán Vicente Goico participó auxiliando a las fuerzas mendocinas de José Félix Aldao.

## Influencia de los mapuches
Desde antes de mediados del siglo XVIII hubo una importante actividad comercial y de intercambio de productos entre los habitantes nativos de las llanuras pampeanas y las sierras de la actual Provincia de Buenos Aires, los de la Patagonia septentrional y los de ambas márgenes de la Cordillera de Los Andes. Existían dos ferias muy importantes en el Kayrú (o "Cayrú) y en Chapaleofú. En estas ferias, llamadas "ferias de los ponchos" por los jesuitas de la época que las registraron (como Thomas Falkner), se intercambiaban diversos tipos de productos: desde productos ganaderos y de la agricultura hasta vestimentas tales como ponchos. El Kayrú (o Cayrú) se hallaba en la parte más occidental de la Sistema de Tandilia (en territorio del actual Partido de Olavarría) y Chapaleofú hace referencia a las inmediaciones del arroyo homónimo, situado en el actual Partido de Tandil, ambos municipios o partidos se sitúan en el interior de la actual Provincia de Buenos Aires. Es así como, a partir de estos movimientos de personas para el intercambio de productos se produjo, desde antes de mediados del siglo XVIII comienza a haber cierto intercambio cultural entre distintos pueblos que habitaban desde la pampa húmeda, pasando por la Patagonia septentrional y hasta la zona inmediata a la Cordillera de Los Andes (tanto en su margen oriental como occidental) hasta la costa del Océano Pacífico. Este es el comienzo del intercambio cultural y los movimientos migratorios, entre los distintos pueblos entre los cuales cabe mencionar a los Tehuelches, los ranqueles y los mapuches.
La influencia mapuche tiene su origen en lo anteriormente mencionado, ya que partiendo de fines de comercio y alianzas, se terminó produciendo una gran influencia cultural sobre los tehuelches y otros pueblos, al punto que se la denomina "mapuchización" o "araucanización" de las Pampas y la Patagonia. Buena parte de los puelches, de los ranqueles y de los tehuelches adoptaron muchas de las costumbres y el idioma mapuche, mientras los mapuches adoptaban parte del modo de vida tehuelche (tal como lo de vivir en tolderías) y con ello se difuminaron las diferencias entre ambos grupos, al punto que sus descendientes se refieren a sí mismos como mapuche-tehuelches.

## Rankülches
En el siglo XIX entre los puelches se destacaron los rankülches ("gente del carrizo"), más conocidos como ranqueles por la población de cultura europea. (Rangkül = carrizo, Arundo phragmites = Phragmites communis; Che = gente, persona).
Poblando principalmente el sur de las actuales provincias de Córdoba y San Luis, (zona de El Cuero), la mayor parte de la provincia de La Pampa, oeste de la provincia de Buenos Aires y extremo suroeste de la provincia de Santa Fe. En el presente los rankülche viven principalmente en áreas rurales y semirrurales del oeste de la provincia de La Pampa.

Los puelches lograron desarrollar uno de los principales complejos ecuestres de América, siendo por su destreza como jinetes grandes competidores de los gauchos.